# ИнфраТех
ООО НПК «ИнфраТех» — российская научно-производственная компания. Занимается разработкой и производством широкого ассортимента приборов ночного видения и ночных прицелов для решения разнообразных практических задач, например:
— задачи безопасности и охраны в темное время суток,
— техническая поддержка и инженерное обеспечение спецподразделений армии и органов охраны правопорядка,
— ночная фото- и видеосъёмка,
— ночная охота и видеонаблюдение за флорой и фауной в естественной среде обитания
— и т.д.
Компания осуществляет полный технологический процесс, начиная с проведения соответствующих НИОКР по созданию новых продуктов, заканчивая продвижением их на рынке. Для этого она обладает собственной научно-технической базой: конструкторским бюро, цехом механического производства, сборочным цехом, отделом технического контроля и испытаний и т.д. До 2003 года практически вся продукция компании шла на экспорт в США, Германию, Великобританию, Японию и другие страны.

## Продукция
Приборы и монокуляры ночного видения, ночные прицелы, дополнительные насадки и приставки к традиционным дневным оптическим прицелам, инфракрасные осветители, кронштейны для крепления и другие аксессуары.

## Галерея
|                                          |                                          |                                          |
| Прицел ночного видения InfraTech IT–204C | Прицел ночного видения InfraTech IT–404D | Прицел ночного видения InfraTech IT–406H |